# Clubiona laudata
Clubiona laudata este o specie de păianjeni din genul Clubiona, familia Clubionidae, descrisă de O. P.-cambridge, 1885. Conform Catalogue of Life specia Clubiona laudata nu are subspecii cunoscute.